# Anastasie Crimca

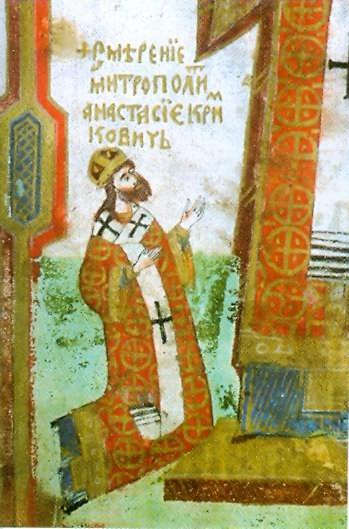
Anastasie Crimca, Miniatur im Liturgischen Buch, 1610

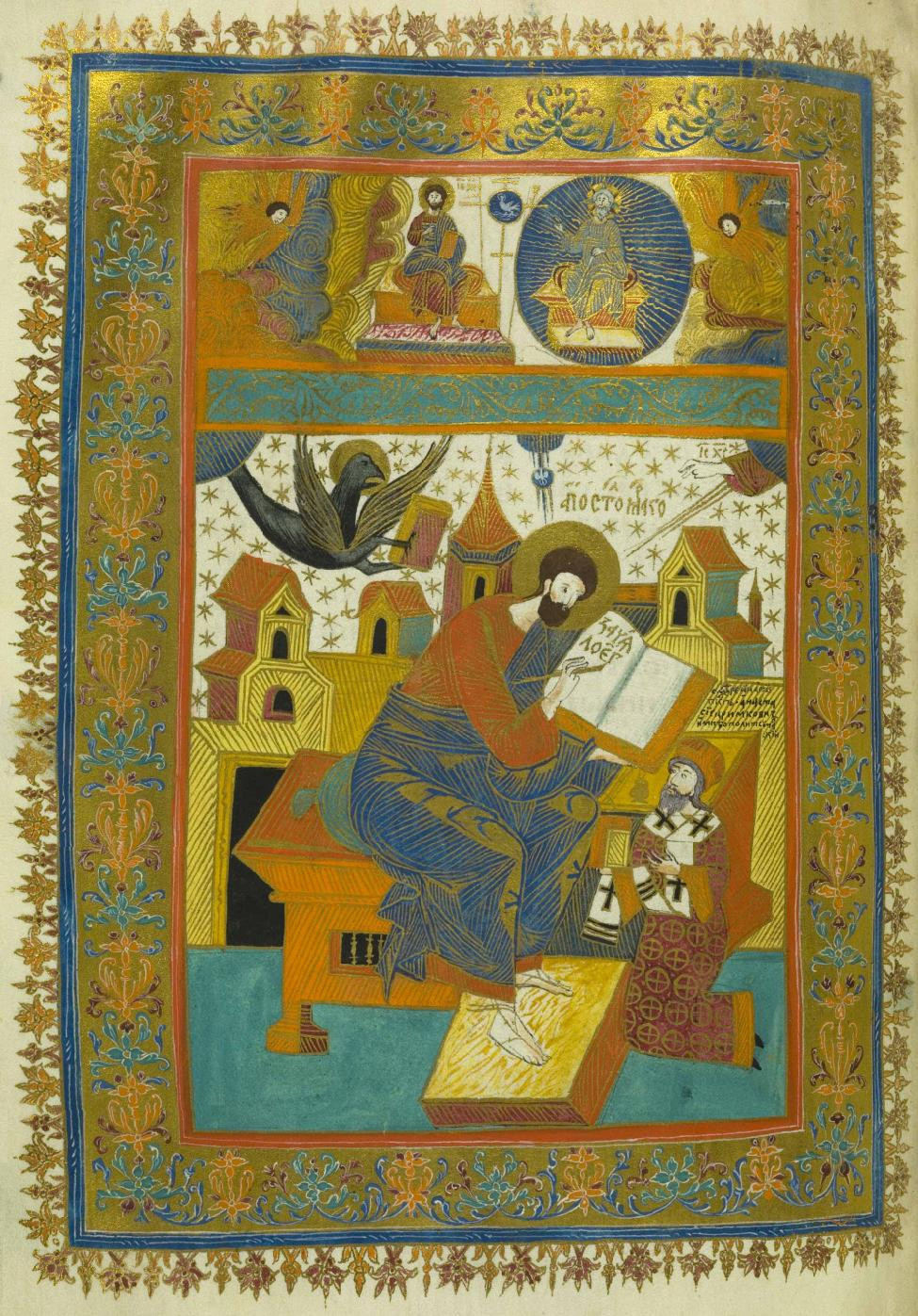
Anastasie Crimca mit dem Evangelisten Johannes, Evangeliar, 1617

Anastasie Crimca (* um 1550/70 in Suceava, Fürstentum Moldau; † 1629 ebenda) war ein orthodoxer Geistlicher und Autor im heutigen Rumänien. Er war Metropolit von Moldau 1608 bis 1617 und 1619 bis 1629.
1609 gründete er das Kloster Dragomirna.
Anastasie Crimca ist auf mehreren Miniaturen in Handschriften abgebildet, die er wahrscheinlich in Auftrag gegeben hatte.
Er ist in der Kirche von Suceava bestattet.